# Ålbæk
Ålbæk is een plaats in de Deense regio Noord-Jutland, gemeente Frederikshavn. De plaats telt 1446 inwoners (2021). Aan de noord- en zuidzijde van Ålbæk liggen grote parken met vakantiewoningen. Er zijn tevens drie campings en een hotel. In vakantieperiodes en op feestdagen neemt het aantal inwoners dan ook sterk toe.
Ålbæk heeft onder andere een school en kinderdagverblijf. Het station ligt aan de spoorlijn van Frederikshavn naar Skagen. In de buurt ligt het wandelende duin Råbjerg Mile.

## Geschiedenis
Ålbæk wordt in 1638 vermeld als  Olbech. In 1682 bestond het dorp uit 30 huizen. Ondanks dat Ålbæk een vissersdorp is, lag het op 500 tot 600 meter van de kust verwijderd. Een beekje stroomde door het dorp richting het Kattegat. De huizen werden in oost-westligging gebouwd. De hoofdweg liep van noord naar zuid dwars door het dorp heen.
Rond 1900 werd Ålbæk beschreven als een vissersdorp met een kerk, school en missiehuis. Ook waren er onder andere een gemeenschapshuis, herberg, twee molens, een marktplaats en een post van de reddingsbrigade. In 1890 werd de spoorlijn aangelegd.
In 1891 werd door de staat begonnen met de aanleg van de Aalbæk Plantage. Tegenwoordig is dit een natuur- en wandelgebied.
De parochiekerk werd in 1897 in neoromaanse stijl gebouwd.
Het aantal inwoners steeg van 290 in 1906 naar 531 in 1935. Na de Tweede Wereldoorlog steeg het aantal naar 877 in 1960.
In 1930 werd Ålbæk Havn geopend, de vissers- en plezierjachthaven van Ålbæk.
Van 1970 tot 2006 behoorde Ålbæk tot de gemeente Skagen.